# Fonaments de la matemàtica

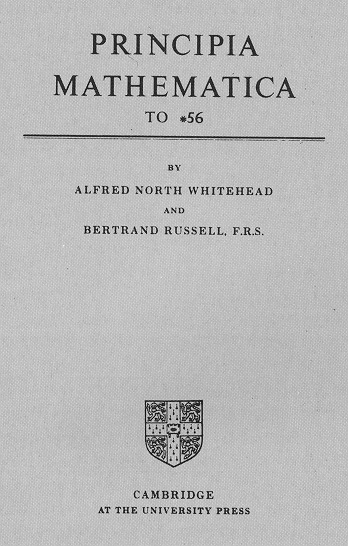
Portada del llibre Principia Mathematica, obra sobre els fonaments de la matemàtica escrita per Alfred North Whitehead i Bertrand Russell entre 1910 i 1913.

Fonaments de la matemàtica és el terme amb què sovint s'identifiquen certs camps de la matemàtica, com ara la filosofia de la matemàtica, la lògica matemàtica, la teoria de conjunts axiomàtica, la teoria de la demostració, la teoria de models i la teoria de la recursió, que tenen en comú la cerca d'una fonamentació per a la matemàtica. Aquesta recerca consisteix essencialment en l'intent d'elucidar en què consisteix i què garanteix la veritat de les proposicions matemàtiques.